# Ян Аккерман
Ян Аккерман (нід. Thomas Acda, 24 грудня 1946, Амстердам, Нідерланди) — відомий нідерландський гітарист та гравець на лютні. У 1973 році він отримав звання «Кращий гітарист» у ході щорічного опитування «Melody Maker». Його діяльність була відмічена такими престижними нагородами, як «Золота арфа» та «Eddy Christiani Award». В 2012 році отримав державну нагороду Нідерландів — Орден Оранських-Нассау (лицарського ступеню).

## Біографія
Ян Аккерман народився в місті Амстердам. Почав брати класичні уроки на гітарі у віці п'яти років. Серед його музичних вподобань з часом вирізнялись такі стилі, як: поп, рок, блюз, латина та класика. В 1958 році в одинадцятирічному віці він приєднався до гурту «Johnny & His Cellar Rockers», де на барабанах грав його приятель — П'єр ван дер Лінден. Під час візиту в середині 60-х років до Сполученого королівства Великої Британії його увагу привернув такий інструмент, як лютня. На ній виконував репертуар середньовічних творів відомий того часу класичний гітарист — Джуліан Брім. Цей інтерес пізніше знайшов реалізацію під час запису композиції «Elspeth of Nottingham» з синглу «Focus III».
Наприкінці 60-х років Аккерман, ван дер Лінден, басист Берт Рюйтер та вокаліст Каз Люкс сформували гурт «Brainbox», а згодом отримали контракт з лейблом звукозапису — «Parlophone Records». Однак, найбільшої відомості у складі музичного колективу Аккерман здобув разом з «Фокус», куди він був запрошений в якості гітариста. Починаючи з 1972 року творчість цього колективу набула міжнародного схвалювання, а гра Аккермана перетворила його на тогочасну супер-зірку. Незважаючи на те, що він намагався побудувати сольну кар'єру з 1968 року, перший його власний альбом «Tabernacle» був записаний у 1974 році на студії «Atlantic Recording» в Нью-Йорку. До його складу входили середньовічні та власні композіції які Аккерман виконував на власній лютні. Склад гурту «Фокус» він залишив у 1976 році та зосередився на записах сольних альбомів, що виходилі в різних музичних жанрах: класика, джаз та блюз. Значна частина його роботи протягом 1980-х років не була офіційно випущена за межами Нідерландів. Його творчість характеризується складністю класифікації стилю виконання. Наприклад, Tower Records відносить його до представників джаз та рок музики. Легендарну майстерність Аккермана свого часу засвідчували результати опитування серед читачів британських музичних шаблоїдів, де його творчість затьмарювала Еріка Клэптона, Джиммі Пейджа та Джеффа Бека..
У 1992 році його спіткала автомобільна аварія в якій Аккерман значно пошкодив спину. На відновлення пішло майже чотири роки, після яких він знову зміг відновити запис композицій та гастролювання.
В 2017 році вийшла автобіографічна книга Яна Аккерман. Історію гітариста записав Жан-Поль Хек, головний редактор музичного журналу «Soundz».

## Дискографія
- Talent for Sale (1968)
- Profile (1972)
- Guitar for Sale (1973)
- Tabernakel (1973)
- Eli (with Kaz Lux) (1976)
- Jan Akkerman (1977)
- Meditation (1977 (with Tony Scott)
- Aranjuez (with Claus Ogerman) (1978)
- Streetwalker (1978)
- Live (1978)
- Jan Akkerman 3 (1979)
- The Best of Jan Akkerman and Friends (1979)
- Transparental with Kaz Lux (1980)
- Oil in the Family (1980)
- Santa Barbara Live in Kiel/Stuttgart with Joachim Kuhn (1981)
- Pleasure Point (1982)
- It Could Happen to You (Polydor, 1982)
- Can't Stand Noise (1983)
- From the Basement (1984)
- Focus (Jan Akkerman & Thijs van Leer album) (1985)
- The Complete Guitarist (Charly, 1986)
- Forcefield II: The Talisman (1988)
- The Noise of Art (I.R.S., 1990)
- Guitar Special (1991)
- Puccini's Cafe (1993)
- Blues Hearts (1994)
- The Guitar Player (1996)
- Focus in Time (1996)
- 10,000 Clowns on a Rainy Day (1997)
- Live at the Priory (1998)
- Passion (Roadrunner, 1999)
- Live at Alexander's (1999)
- C. U. (2003)
- A Real Elegant Gypsy (Brook, 2005)
- C. U. 2 Live in Tokyo (2007)
- Live in Concert — The Hague 2007 (2007)
- Thunder from the Blue Sky, Vlatko Stefanovski (2008)
- Jazzah (2009)
- Fromage a Trois (2009)
- Minor Details (2011)[7]